# Bert van Weenen
Bert van Weenen (12 september 1962) is een Nederlandse auteur en poëziecriticus. Was oprichter en redacteur van het literaire tijdschrift Chroom (1985-1998), waaraan ook meewerkten: Jan de Bas, Alfred Valstar en Lode Bisschop. Als webredacteur van Chroom Digitaal 2000 kan Bert van Weenen zijn belangstelling voor computers, literatuur en theologie optimaal combineren. Verder schrijft hij sinds mei 2000 poëzierecensies voor de literatuursite Meander. Voor deze site verzorgt hij vanaf voorjaar 2007 ook de contacten met uitgevers.
Over religieuze literatuur publiceerde Van Weenen artikelen, recensies en interviews in Woordwerk, Katern, Ruim, VrijZicht, Trouw en het Friesch Dagblad. In de periode 1991-1994 verscheen er van hem een zestal verhalen in Hollands Maandblad. Ook werden er gedichten van hem opgenomen in diverse tijdschriften, onder andere in het christelijke literaire tijdschrift Woordwerk. Voor het Friesch Dagblad verzorgde hij in de periode 1998-1999 een serie interviews over schrijven en geloven.
In augustus 2004 verscheen bij Uitgeverij Mozaïek zijn roman Het echte leven is nu. Net als in De aansprekers (1979) van Maarten 't Hart en Knielen op een bed violen (2005) van Jan Siebelink speelt in deze roman, waarin de vader van de hoofdfiguur overlijdt, het bevindelijke gereformeerde geloof een rol van betekenis.
Bij de Triona Pers van Dick Ronner publiceerde Bert van Weenen in december 2016 een boekje met twee poëticale kwatrijnen, getiteld Doodstil.